# Діогенові
Діогенові (Diogenidae) — родина раків-самітників. На відміну від інших раків-самітників у них збільшена не права клішня, а ліва, за що їх також називають ліворуки раки-самітники. Родина містить 429 відомих існуючих видів,, а також 46 вимерлих,. Таким чином, родина діогенових є найбільшою родиною раків-самітників після родини Paguridae.

## Роди
- Allodardanus Haig & Provenzano, 1965
- Aniculus Dana, 1852
- Areopaguristes Rahayu & McLaughlin, 2010
- Annuntidiogenes † Fraaije, Van Bakel, Jagt & Artal, 2008
- Bathynarius Forest, 1989
- Calcinus Dana, 1851
- Cancellus H. Milne-Edwards, 1836
- Ciliopagurus Forest, 1995
- Clibanarius Dana, 1852
- Dardanus Paul'son, 1875
- Diogenes Dana, 1851
- Eocalcinus † Vía, 1959
- Isocheles Stimpson, 1858
- Loxopagurus Forest, 1964
- Paguristes Dana, 1851
- Paguropsis Henderson, 1888
- Parapaguristes † Bishop, 1986
- Petrochirus Stimpson, 1858
- Pseudopaguristes McLaughlin, 2002
- Pseudopagurus Forest, 1952
- Striadiogenes † Garassino, De Angeli & Pasini, 2009
- Strigopagurus Forest, 1995
- Tisea Morgan & Forest, 1991
- Trizopagurus Forest, 1952